# 阿尔贝特·埃德费尔特
阿尔贝特·古斯塔夫·阿里斯蒂德斯·埃德费尔特（瑞典語：Albert Gustaf Aristides Edelfelt，1854年7月21日—1905年8月18日）是芬兰瑞典族画家、平面设计师及插画家。埃德费尔特的作品涵盖从历史画和肖像到描写普通民众生活的自然主义画作和描写巴黎市井生活和美女的印象派画作。
埃德费尔特是显著的芬兰艺术画家及文艺界有影响力的人物之一，他在国际上也倍受重视。他为其他芬兰艺术家和后辈积极地开启了芬兰艺术黄金时期。由于埃德费尔特的成就，芬兰作品在1900年世界博览会上展示在自己的芬兰馆里，而不是代表俄罗斯帝国的艺术。

## 画作

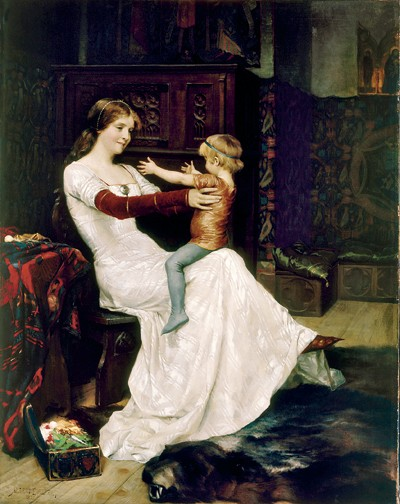
《布兰卡皇后》（1877）
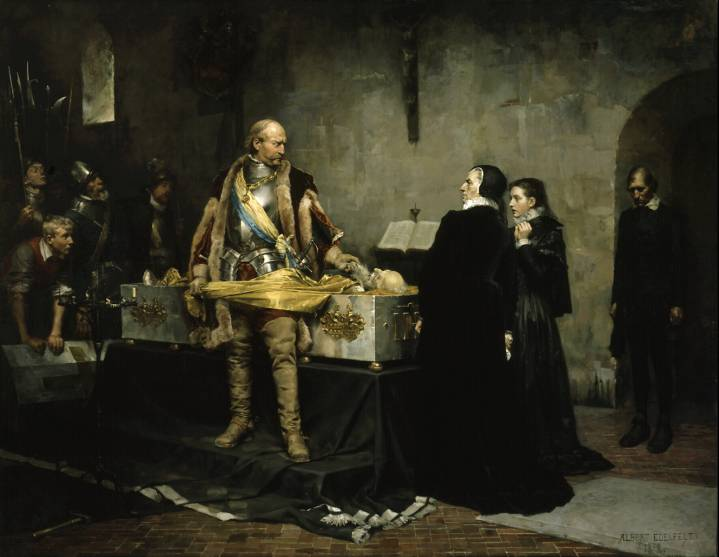
《卡尔公爵唾弃克劳斯·弗勒明的尸体》（1878）
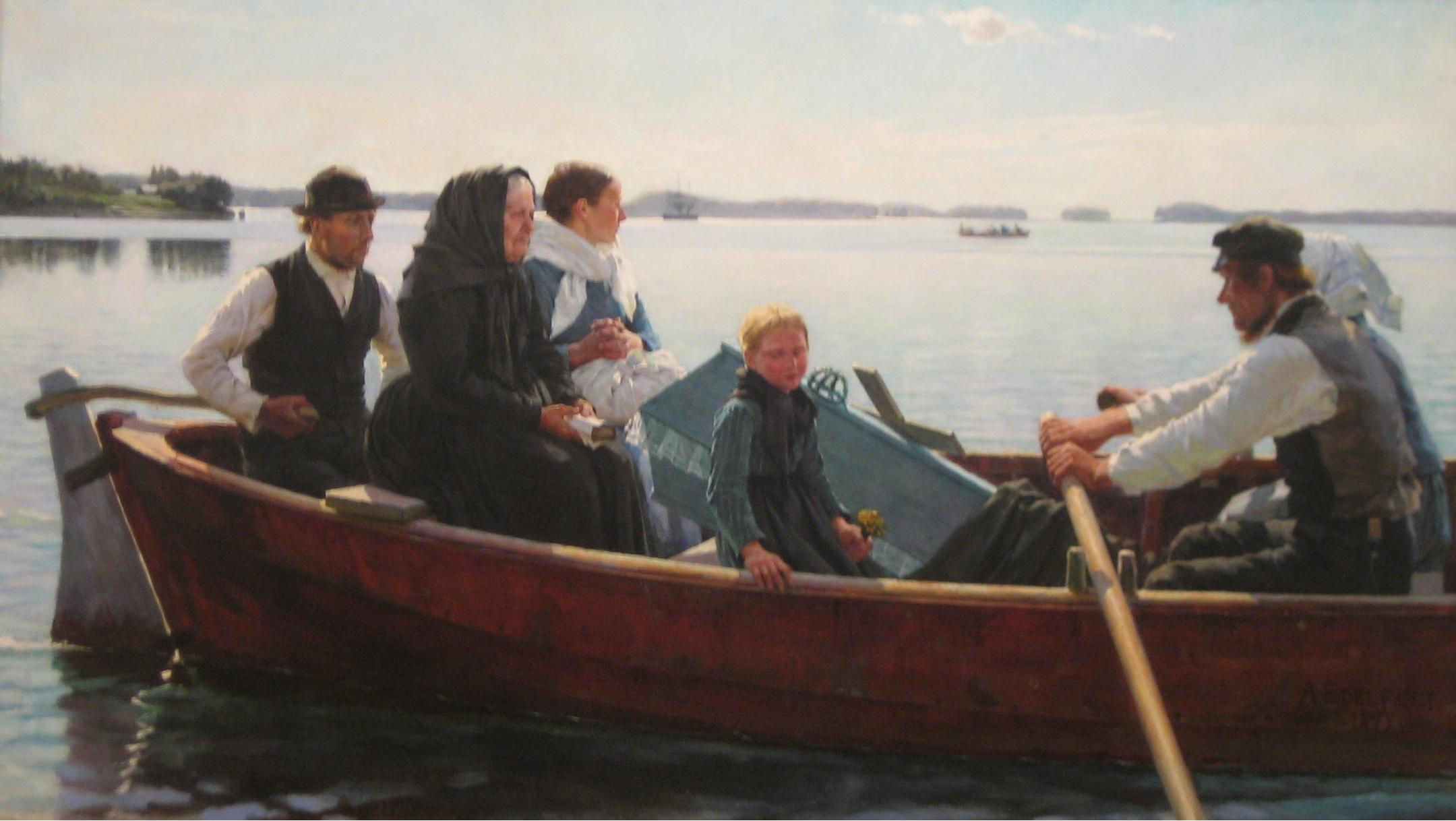
《护送孩童遗体》（1879）
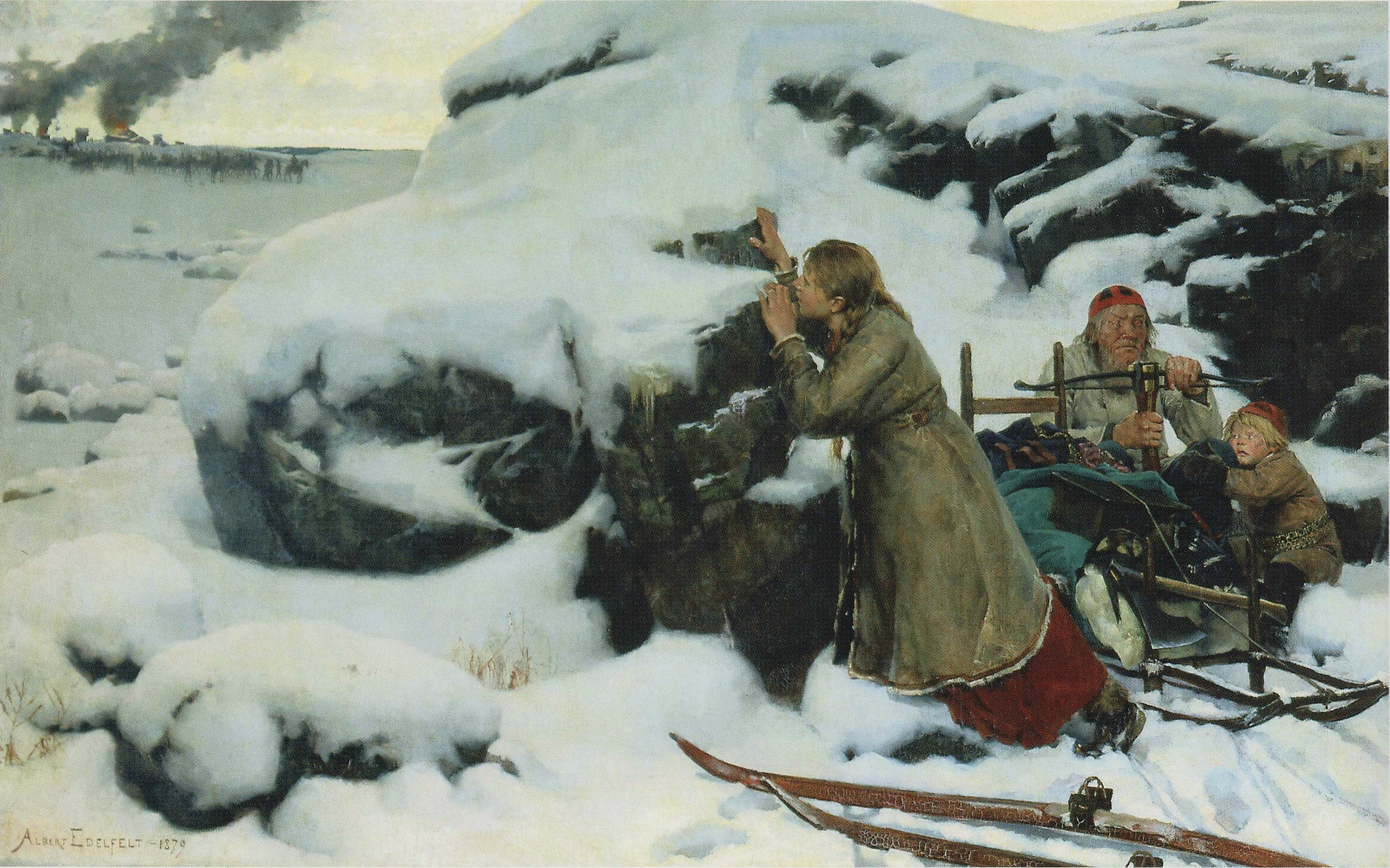
《被焚烧后的村庄》（1879）
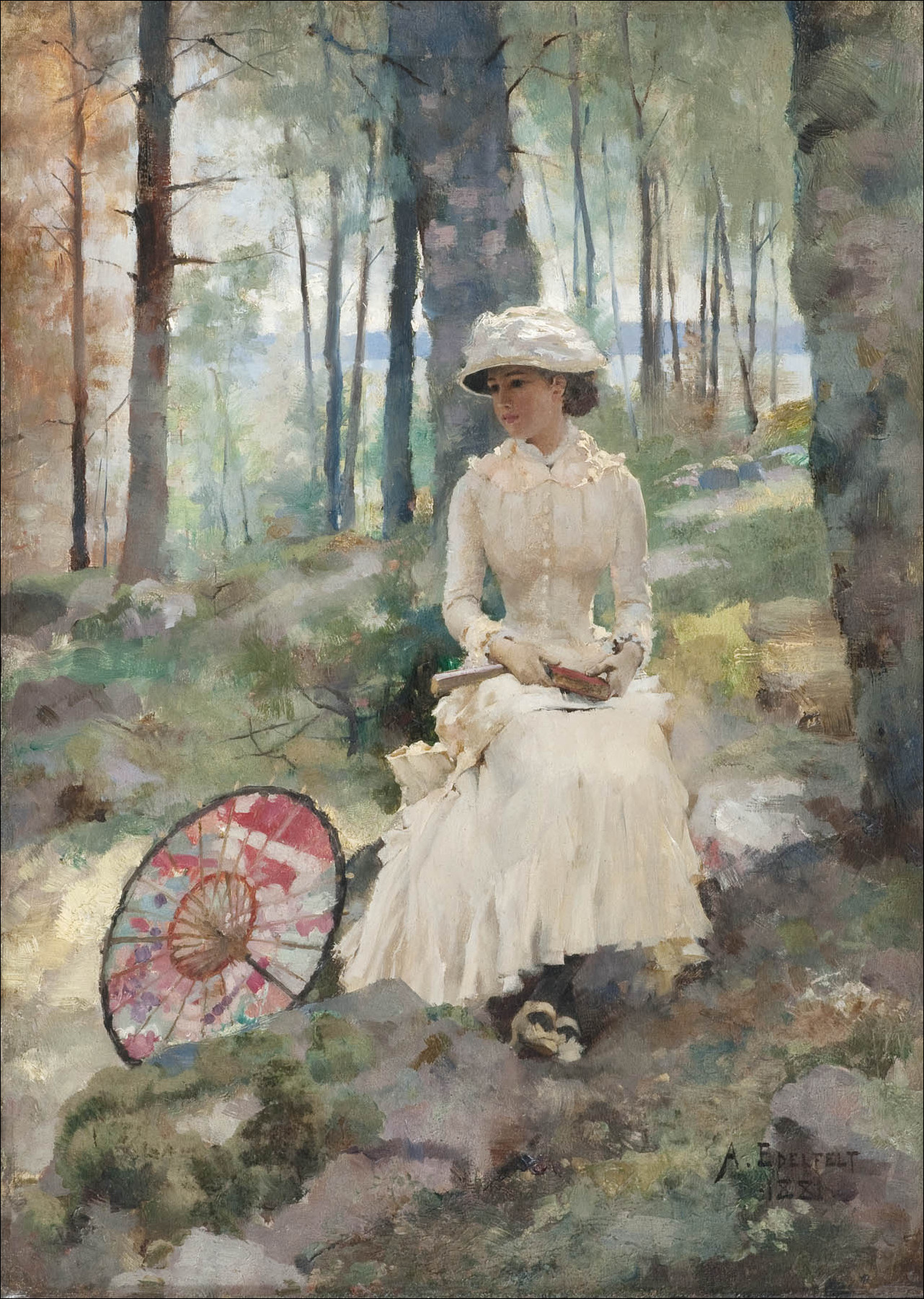
《桦树下》（1881）
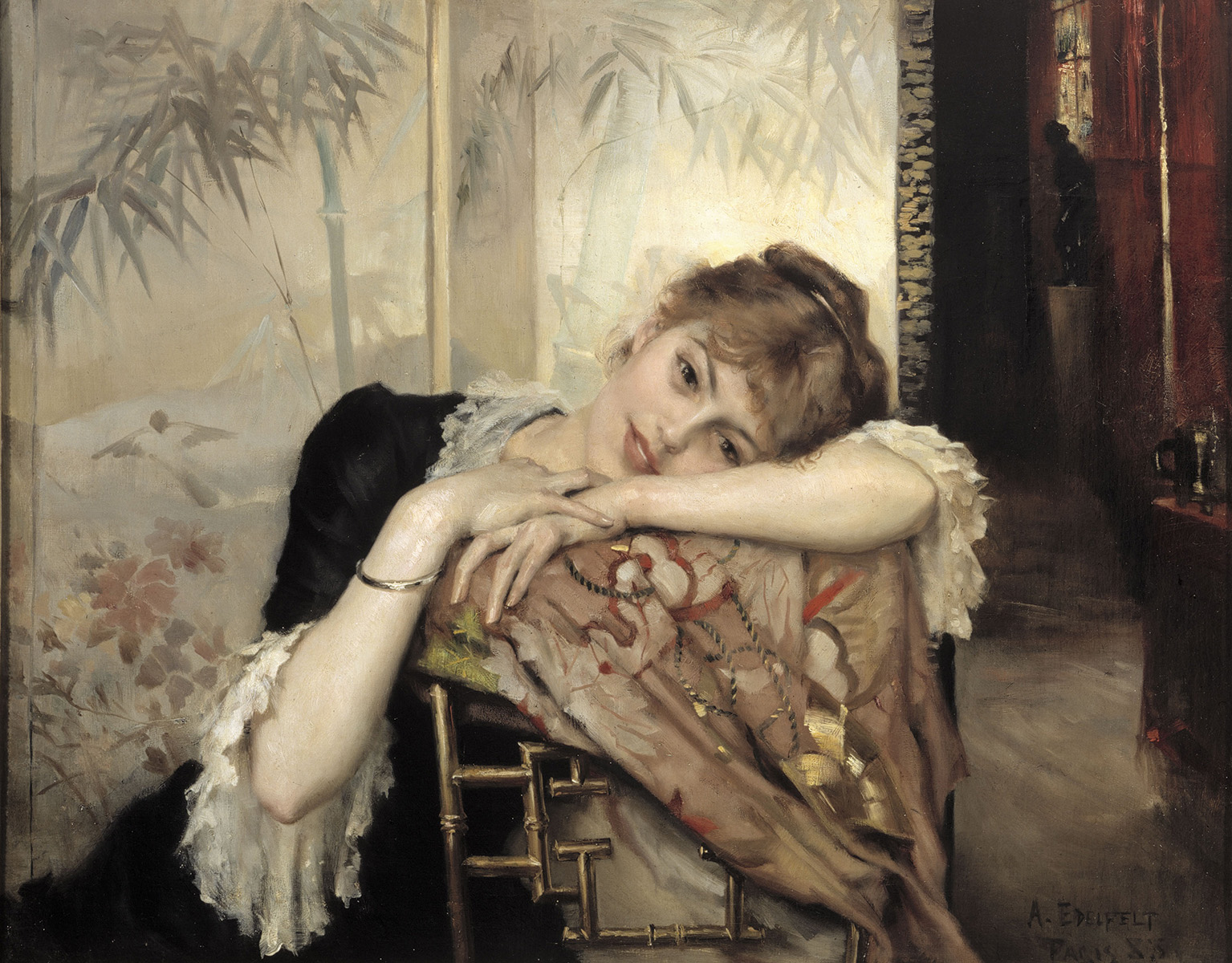
《巴黎少女（维吉妮）》（1883）
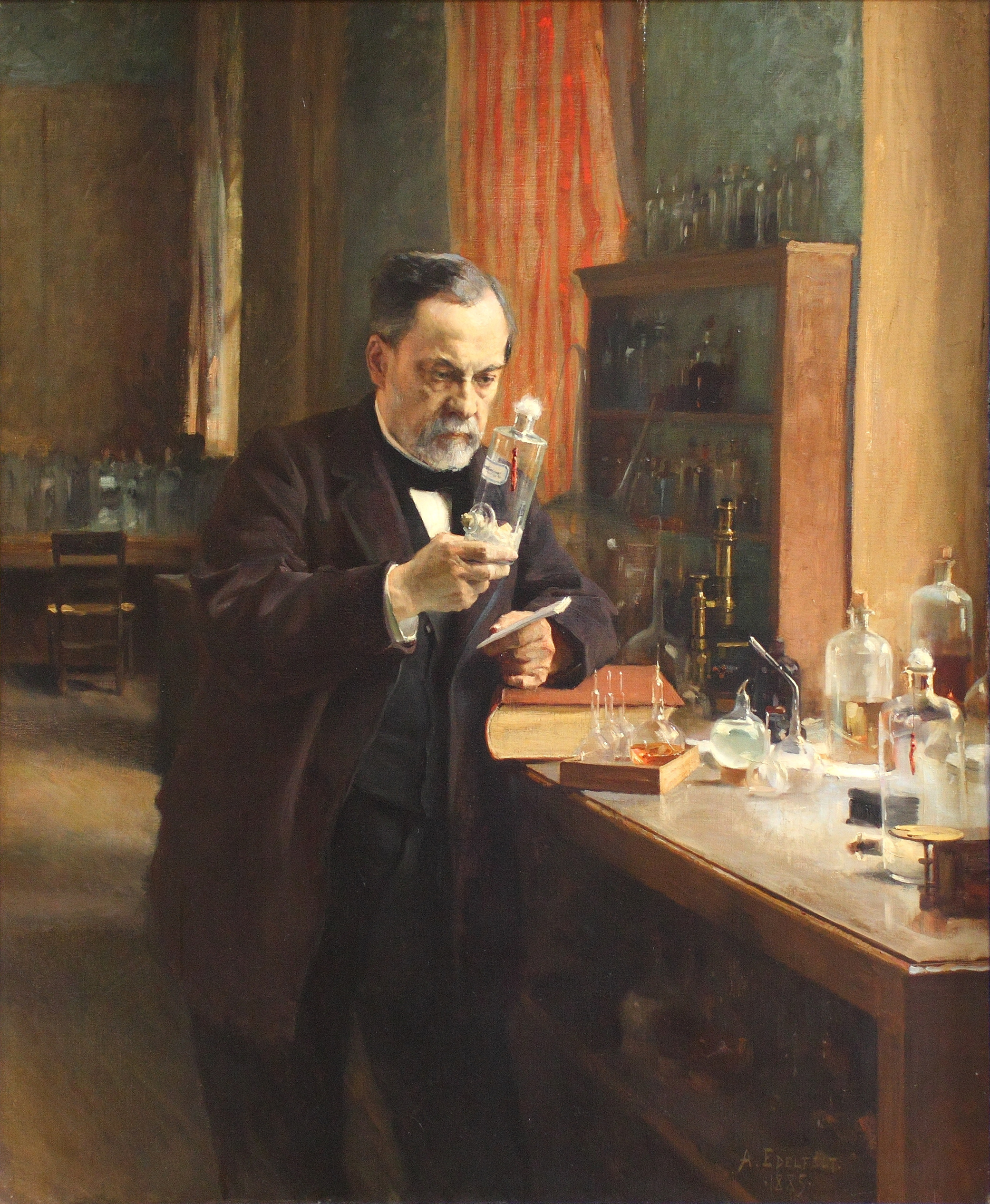
《路易·巴斯德肖像》（1885）
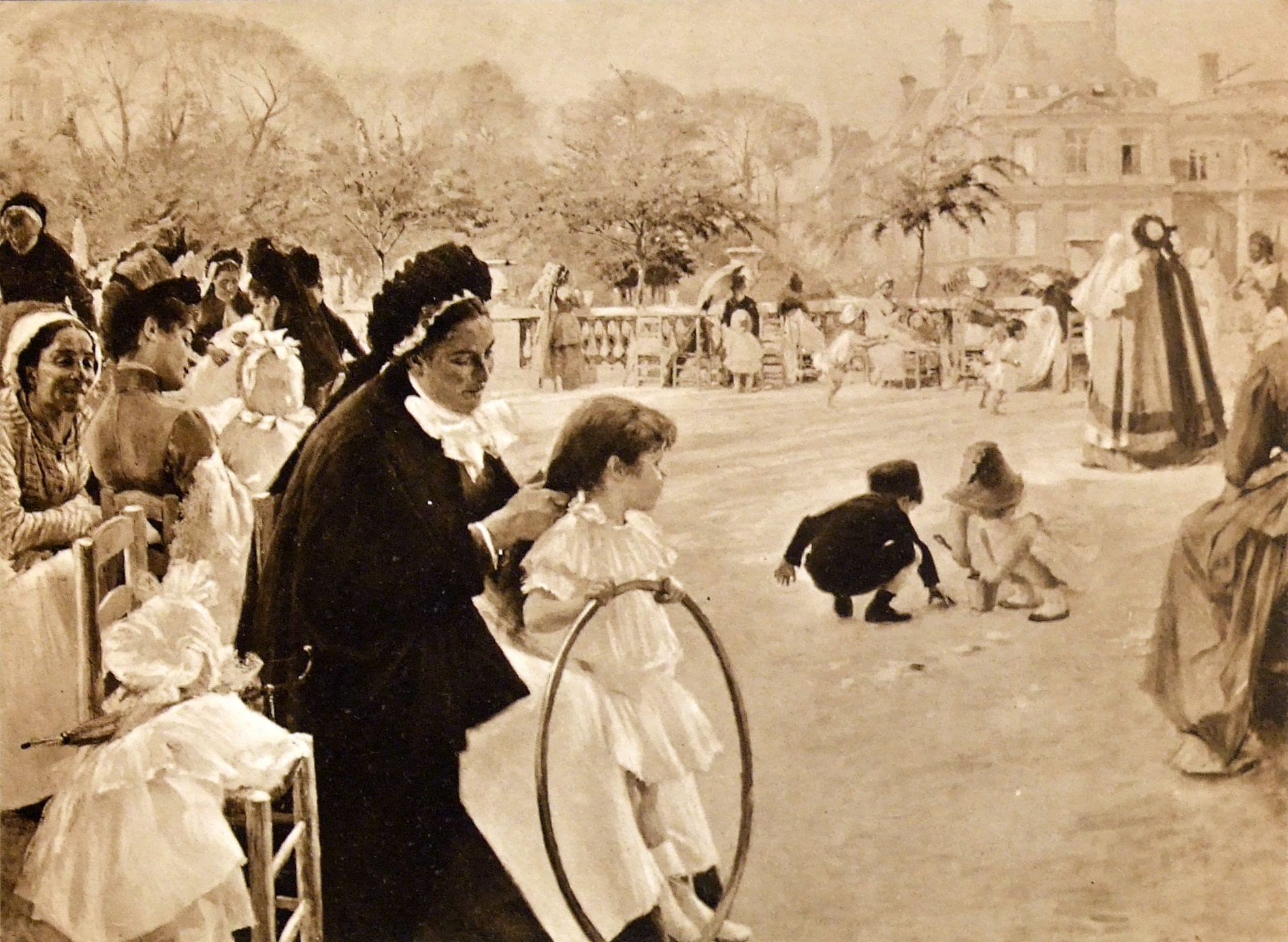
《巴黎卢森堡公园里》（1887）
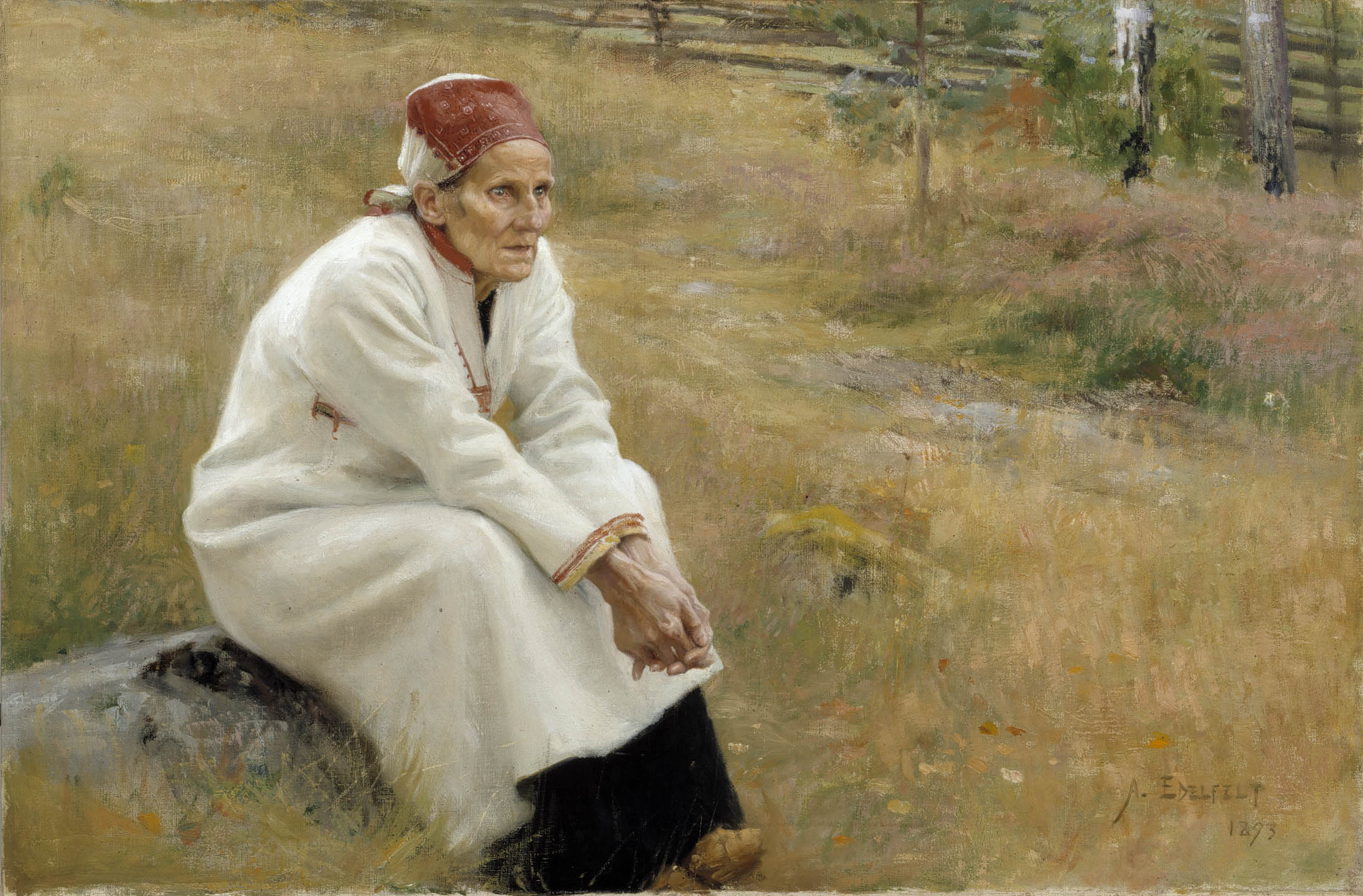
《Larin Paraske》（1893）